# Dalos ökörszem
A dalos ökörszem (Cyphorhinus arada) a madarak osztályának verébalakúak (Passeriformes) rendjébe és az ökörszemfélék (Troglodytidae) családjába tartozó faj.
Bonyolult, művészi énekéről ismert énekesmadár. Dél-Amerikában, az Amazonas vidéki trópusi őserdőkben él, ahol több legenda fűződik hozzá.

## Alfajai és előfordulása
Az alföldi trópusi esőerdőket kedveli. Az Amazonas őserdeinek szinte egész környékén előfordul, kivéve a Rio Negro felső részét és a Tapajós keleti vidékét.
A madár alfajai és előfordulása:
- Cyphorhinus arada arada - az Amazonas északi vidéke, a Rio Negrótól keletre (Észak-Brazília, Dél-Venezuela, Guyana, Francia Guyana)
- Cyphorhinus arada urbanoi - Venezuela délkeleti része
- Cyphorhinus arada faroensis - Közép-Brazília északi fele
- Cyphorhinus arada griseolateralis -  az Amazonas északi vidéke a Tapajós torkolatáig (Brazília)
- Cyphorhinus arada interpositus - a Tapajóstól nyugatra Mato Grosso északi részéig (Brazília)
- Cyphorhinus arada transfluvialis - az Amazonas keleti vidéke (Brazília, Délkelet-Kolumbia)
- Cyphorhinus arada salvini - Délkelet-Kolumbiától Kelet-Ecuadorig, továbbá Északkelet-Peru (Loreto)
- Cyphorhinus arada modulator - az Amazonas nyugati vidéke (Brazília, Délkelet-Peru, Észak-Bolívia)

## Megjelenése
Testhossza 12,5 cm, tömege 11 gramm. Tollazata barna, gesztenyeszín beggyel, szárnyán és farkán sávokkal. A színezetben regionális eltérések figyelhetőek meg; elterjedésének egyes vidékein a nyakon fehér pöttyözés, a szem mögött fehér sáv, vagy a szem körül kékes gyűrű látható.

## Életmódja
Rovarokkal táplálkozik, de a gyümölcsöt is megeszi. Az aljnövényzetben, egyedül vagy párban él. Híres különleges daláról, amely gazdag, fuvolázó hangokból áll, csiripeléssel és csörgéssel keveredve. Rövid énekével territóriumát jelzi, a hosszúval pedig párját keresi. Ez utóbbit csak évente mintegy 15 napon keresztül hallatja, hajnalban és este. A tojó általában 3 tojást rak.

## A kultúrában
Az állatvilágban egyedülállóan a dalos ökörszem énekében olyan hangközök hallhatóak, melyek a nyugati zene hangnemeinek alapját is formázzák; dallamai hasonlóak klasszikus európai zeneszerzők motívumaihoz. Főleg ennek köszönhetően nagy szerepet játszik a dél-amerikai mitológiában és művészetben. A tupi indiánok elvarázsolt madárként és „a szerelem királyaként” tekintenek rá; a hozzá kapcsolódó legendákról Heitor Villa-Lobos is írt zeneművet (Uirapuru).